# Тайга (Караідельський район)
Тайга́ (рос. Тайга, башк. Тайга) — присілок у складі Караідельського району Башкортостану, Росія. Входить до складу Явгільдінської сільської ради.
Населення — 27 осіб (2010; 53 у 2002).
Національний склад:
- татари — 98 %